# Szegénylegények
A Szegénylegények 1965-ben készült fekete-fehér magyar filmdráma Jancsó Miklós rendezésében. A film szemlélete és formanyelve új korszakot nyitott a magyar filmtörténetben. A hosszú percekig tartó beállítások, a végtelennek tűnő magyar Alföld statikus keretében aprólékosan koreografált tömegmozgatás, az egyenruhás katonák, mind a rendező összetéveszthetetlen alkotói védjegyévé váltak.

## Történet
A kiegyezés után gróf Ráday Gedeon a kormány megbízásából megkezdi az ország közbiztonságának újraszervezését. Többek között azon dolgozik, hogy a szegénylegényeket megtalálja, és ártalmatlanná tegye, akik az 1848-49-es szabadságharcban Rózsa Sándor betyárcsapatában harcoltak. Az elfogottakat az Alföldön, egy sáncban tartják fogva. Itt magánzárkákban és szabad ég alatt élnek a rabok, a puszta földön alszanak. Egy tanyán a közelben folynak a kihallgatások. Bírósági tárgyalások, jogszerű ítélethozatal itt nem zajlik. A hatalom emberei megpróbálják egymás ellen kijátszani a fogvatartottakat. Gajdor, aki három embert ölt meg, besúgóvá válik, hogy mentse a bőrét. Miután fogolytársai szemében gyanússá válik, hiába kér védelmet a csendőröktől: azok nyitva hagyják éjjel a cellája ajtaját, és valaki megfojtja az árulót. A film végén a hatalom katonái újonctoborzást szerveznek. Az egyik volt szegénylegény lovas tudását dicsérve megbízzák, hogy válogassa ki a volt betyárokat az újoncok közül, mert ezekből szabadcsapatot alakítanak. Amikor valamennyien összegyűltek, kihirdetik Ferenc József császár és magyar király ítéletét: "Sándor", a vezér kegyelmet kapott. A legények örömükben Kossuth-nótát énekelnek, de következik az ítélet második fele: a többiek el fogják nyerni méltó büntetésüket.

## Szereplők
- Görbe János (Gajdor János)
- Latinovits Zoltán (Kakastollas I, Veszelka Imre)
- Molnár Tibor (id. Kabai)
- Kozák András (ifj. Kabai)
- Agárdy Gábor (Torma)
- Barsy Béla (Foglár III)
- Madaras József (Magyardolmányos)
- Koltai János (Varjú Béla)
- Avar István (Vallató I.)
- Őze Lajos (Vallató II.)
- Somogyvári Rudolf
- Nagy Attila
- Basilides Zoltán
- Bárdy György
- Bujtor István
- Fülöp Zsigmond
- Csurka László
- G. Szabó Lőrinc
- György László (csendőr)
- Horváth József
- Horváth László
- Juhász Jácint
- Kautzky József (csendőr)
- Konrád József
- Schlehmann Magda (Juli)
- Siménfalvy Ida (öregasszony)
- Siménfalvy Sándor (öregember)
- Szersén Gyula
- Szilágyi Tibor
- Tallós Endre
- Tordy Géza (fiatal tiszt)
- Velenczey István

## Díjak, elismerések
- 1966 – Magyar Filmkritikusok Díja: nagydíj, operatőri díj, a legjobb férfi alakítás díja Görbe Jánosnak
- Magyar Játékfilmszemle: a társadalmi zsűri fődíja, a szakmai zsűri rendezői díja
- Locarno: FIPRESCI-díj
- 1967 – London: az év legjobb külföldi filmje
- 1968 – A „Budapesti tizenkettő” egyik filmje
- 2000 – Az „Új budapesti tizenkettő” első helyezettje
- 2012 – Az 53 magyar film egyike